# Esibizionismo
Con il termine esibizionismo si intendono varie forme di comportamento di un individuo che si discostano in modo più o meno significativo da quanto normalmente rientra nella prassi comune: 
- Esibizionismo - Protagonismo (aspetti comportamentali)
- Devianza (aspetti medici e psicologici)
- Altri aspetti

## Esibizionismo - Protagonismo (aspetti comportamentali)

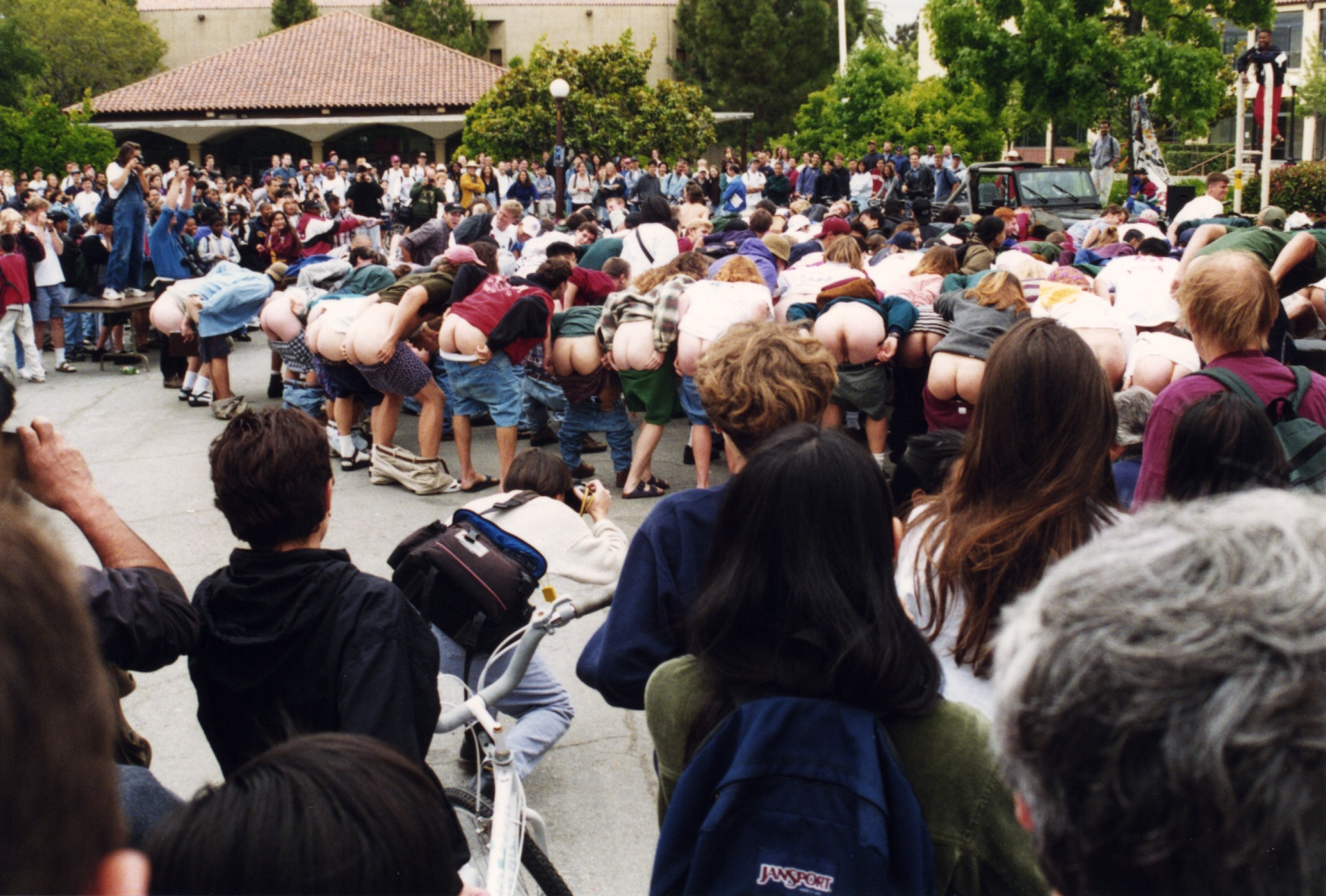
Una protesta di studenti della Stanford University, USA

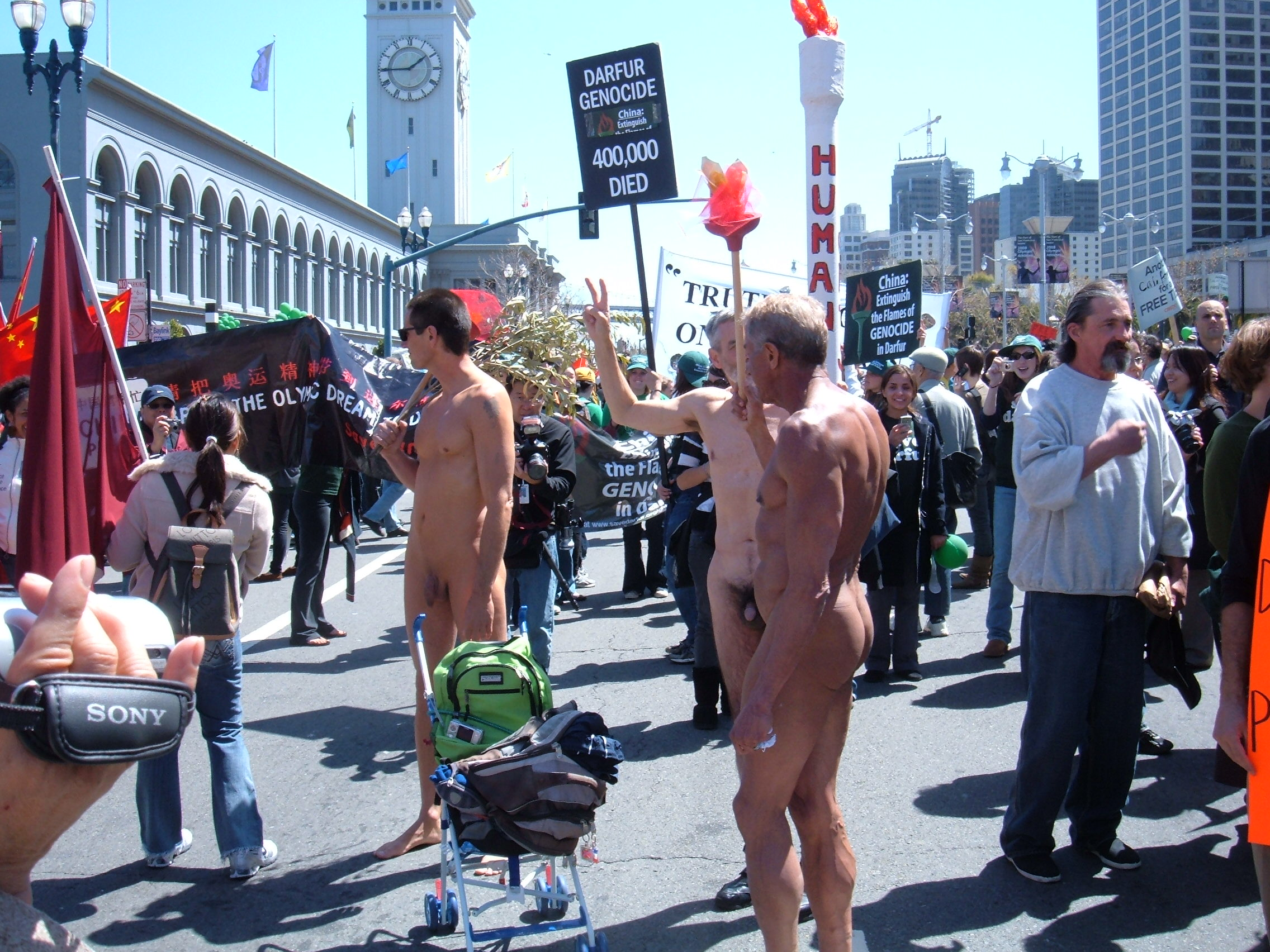
Tre uomini nudi protestano contro le violazioni di diritti umani in Cina

Rientrano in quest'area tutte le manifestazioni tendenti a mettere in mostra le proprie doti, le proprie capacità, il proprio aspetto, o qualsiasi altro elemento possa risultare utile allo scopo di essere stimati o di raggiungere la notorietà. Comportamenti più o meno esibizionisti, in questo senso, sono comuni a molte persone pubbliche, sia in campo artistico che in quello culturale e politico.

## Devianza (aspetti medici e psicologici)
In medicina e in psicologia, indica il disturbo del comportamento sessuale inteso come bisogno ossessivo di denudarsi in pubblico e mostrare parti intime o i propri genitali.
L'esibizionismo legato a comportamenti che coinvolgono più direttamente i comportamenti sessuali, è invece una forma di parafilia caratterizzata dalla ricerca dell'eccitazione mostrando il proprio corpo in pubblico.
Tale aspetto del comportamento, che riguarda la sfera sessuale, ha origine antiche. In passato era unito a momenti particolari della vita pubblica, come le Dionisie dell'antica Grecia, o i Saturnali, i Baccanali e i Lupercalia del periodo romano. Sino a noi è arrivata la pratica del Carnevale che, unitamente all'uso della maschera, prevede talvolta anche l'esibizione del corpo nudo o seminudo, come nel famoso Carnevale di Rio de Janeiro.
L'esibizionismo, inteso come pratica individuale in luogo pubblico e riferito alle manifestazioni più plateali, riguarda una parte minoritaria delle persone in età adulta.
Recentemente tale pratica ha conosciuto una notevole diffusione a seguito dello sviluppo di videocamere ad uso amatoriale e della fotografia digitale. A questi supporti è stata poi combinata, in particolare dagli anni novanta in avanti, la distribuzione telematica delle immagini e dei filmati mediante Internet, con l'effetto di consentire ad un gran numero di persone di uscire da una cerchia ristretta e di esibire i propri corpi ed i propri atti intimi di fronte a una platea virtualmente mondiale. La possibilità di anonimato, in questo caso, ha amplificato il fenomeno, rendendo possibile la nascita di vere e proprie comunità virtuali di esibizionisti e, quindi, di guardoni (vedi voyeurismo).

## Altri aspetti importanti
Esibizioni del proprio corpo nudo (indicate erroneamente come esibizionismo) possono anche non rientrare nei due tipi precedenti. Ad esempio, le manifestazioni di protesta per motivi politici o sociali, che hanno lo scopo di richiamare l'attenzione dell'opinione pubblica su alcuni temi di carattere ambientalista, sindacale o altro, possono sfruttare l'interesse che desta il corpo nudo di persone famose o comuni, per scopi che esulano dal desiderio di mettersi in mostra personalmente o di ricevere/suscitare una qualche forma di piacere sessuale.